# Don Gato y su pandilla
Don Gato y su pandilla (en inglés: Top Cat) es una serie de dibujos animados para la TV de treinta episodios, ideada y producida por Hanna-Barbera en el año 1961 y emitida en el horario estelar en la cadena ABC de los Estados Unidos a partir del 27 de septiembre de 1961 hasta el 18 de abril de 1962.
La serie sería emitida pocos años después en el resto de América y España, así como en el Reino Unido, donde el nombre fue cambiado a Boss Cat debido a que existía la marca Top Cat de alimento para gatos.
El personaje principal, Top Cat (Don Gato), es el líder de una pandilla felina callejera de Manhattan: Fancy-Fancy, Spook, Benny the Ball, The Brain y Choo-Choo. Por su parte, el Oficial Charlie Dibble, policía del vecindario, trata infructuosamente de atraparlos y llevarlos a la cárcel.
En 2005 la serie completa fue lanzada al mercado en formato DVD.

## Personajes

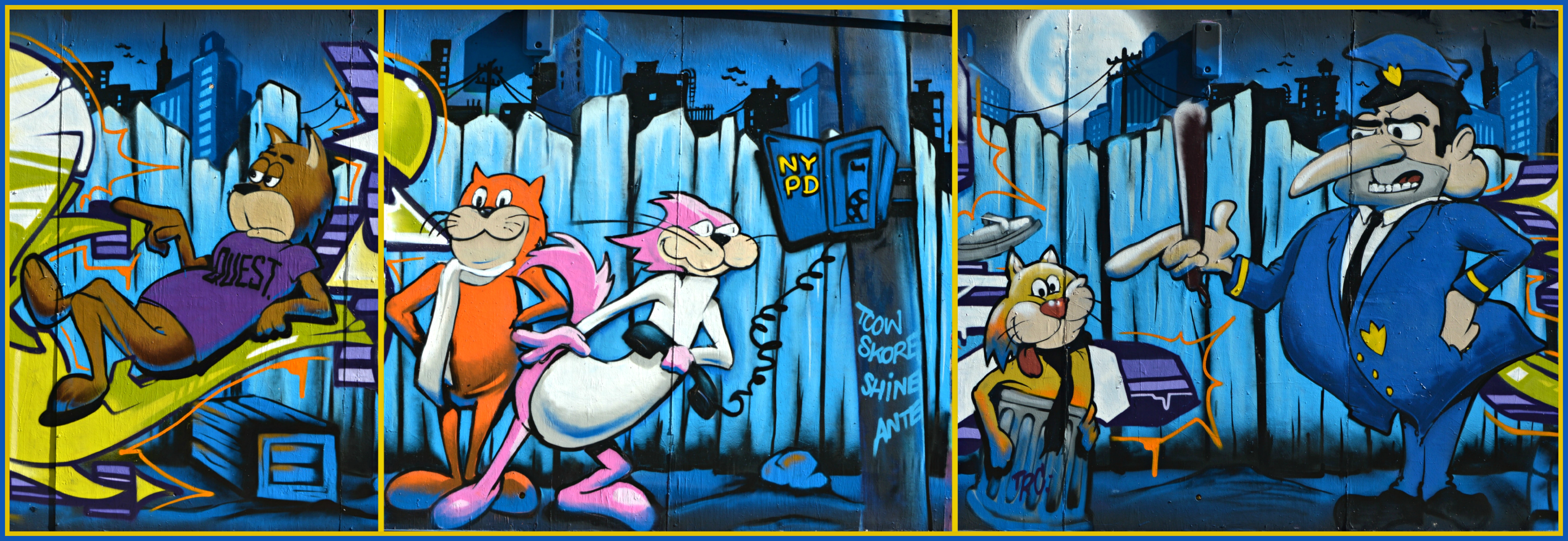
Grafiti con personajes de la serie.

### Top Cat (Don Gato)
Don Gato es un gato amarillo con sombrero y chaleco violeta, es el protagonista de la serie y líder de la pandilla felina callejera, alrededor de los cuales la serie gira. Don Gato es astuto, hablador, inteligente y persuasivo, cuyo objetivo en la vida es obtener la mayor ganancia con el menor esfuerzo posible con toda clase de estafas y tretas.

### Benny the Ball (Benito Bodoque)
Benito es bajito, rechoncho, ingenuo, noble y en español posee una voz infantil. Es un gato de color azul con un suéter blanco que se sujeta con un solo botón en su cuello. Benito puede aparecer como alguien simplón, pero él puede tener grandes ideas. La relación entre Benito y Don Gato se basa en una amistad devota entre ellos.

### Choo-Choo (Cucho)
Cucho es el segundo de Don Gato. Él es un gato rosado y cola con punta negra, vestido con una camisa blanca de cuello alto y mangas largas. Es el más alto de los gatos de la pandilla, tiene los ojos de un gato siamés. Es enamoradizo y muy sensible cuando se enamora. Tiene un marcado acento de Brooklyn, lo cual en la versión en español fue adaptado como un acento yucateco.

### The Brain (Demóstenes)
Demóstenes es el miembro debilucho de la cuadrilla del callejón, un gato anaranjado con una camisa púrpura. Demóstenes es incapaz de guardar un secreto y es muy ingenuo. Fue nombrado de manera sarcástica ya que es un poco "lento", y, como su actor de voz, Leo de Lyon, dice: es feliz con su ignorancia (blissful ignorance). En la versión en español, es nombrado el filósofo de la Antigua Grecia, Demóstenes, también a manera de sarcasmo, y su voz presenta un tartamudeo, posiblemente en relación con el mencionado filósofo.

### Spook (Espanto)
Él es similar a Fancy-Fancy en personalidad y aspecto. Un gato que habla dulce utilizando la muletilla "like" ("como", "como que") a mitad de una oración. Tiene una actitud bastante moderna y "en onda", acorde con la época, haciéndolo parecer en cierto modo un Beatnik con una afinidad a la música jazz. Tiene la piel marrón (o relativamente verde oscuro) y una corbata negra.

### Fancy-Fancy (Panza)
Es seguidor de Don Gato, dulce al hablar y es regularmente visto hablando dulcemente con señoritas, antes de dejarlas al oír "la llamada de la tapa del cubo de basura" de Don Gato. Es un gato anaranjado oscuro con una bufanda blanca. Su comportamiento y su voz están basados en Cary Grant.

### Officer Charlie Dibble (Oficial Carlos Matute)
Matute es el policía que vigila el callejón. Por lo general, a él le molesta la presencia de la pandilla en el callejón, aunque hay momentos en donde se muestra que los respeta y quiere. Incluso hay uno o dos episodios donde es ayudado por la pandilla cuando se ha metido en problemas. Matute, en sus varios intentos de atraparlos, siempre termina siendo parte de los trucos y artimañas de Don Gato y su pandilla, y a veces tiene que pagar las consecuencias.

## Reparto de voces
- Don Gato: Arnold Stang
- Benito Bodoque: Maurice Gosfield
- Oficial Carlos Matute: Allen Jenkins
- Cucho: Marvin Kaplan
- Demóstenes & Espanto: Leo De Lyon
- Panza: John Stephenson

## Episodios
| N.º | Título                                                                 | Fecha de emisión original |
| --- | ---------------------------------------------------------------------- | ------------------------- |
| 1 | «Hawaii, Here We Come» «Hawái, aquí vamos»                             | 27 de septiembre de 1961  |
| Benito ha ganado un viaje gratis a Hawaí y Don Gato y el resto de su pandilla deciden acompañarlo como polizones. Escondidos en uno de los botes salvavidas del crucero, encuentran por casualidad una maleta llena de dinero. Sin saber que es falsificado, lo utilizan para tomar la suite real. Los problemas comienzan cuando entran en escena el dueño de la maleta y Matute, que está buscando al falsificador. |                                                                        |                           |
| 2 | «The Maharajah of Pookajee» «El marajá de Pokajú»                      | 4 de octubre de 1961      |
| Don Gato se hace pasar por un Marajá en uno de sus timos y así vivir a todo lujo en un hotel. Pero la riqueza que parece demostrar despertará la codicia en individuos indeseables. En la versión en español, se cambió Pookajee por Pokajú. |                                                                        |                           |
| 3 | «All That Jazz» «Ese Jazz»                                             | 11 de octubre de 1961     |
| Don Gato se enfrenta con otro gato, Jazz, por el dominio del callejón. |                                                                        |                           |
| 4 | «The $1,000,000 Derby» «El derby de $1,000,000»                        | 18 de octubre de 1961     |
| Benito está trabajando como fotógrafo con un caballo que al oír una campana, corre velozmente y sin control, después de enterarse de los destrozos ocasionados por el caballo al salir corriendo, Don Gato se hace pasar por un potentado árabe (El Jeque Aligato) para así participar en el Derby de la ciudad que tiene un premio de $1.000.000 con el caballo (a quien hace llamar "Arabella"). |                                                                        |                           |
| 5 | «The Violin Player» «El violinista»                                    | 25 de octubre de 1961     |
| Benito se ha dedicado a tocar el violín. Le creen un genio pero él no tiene ni idea de como tocarlo. La música que se oye es en realidad de un disco de un violinista desaparecido que suena en el apartamento del Oficial Matute. Un experto ofrece un sustancioso contrato y Don Gato quiere sacar tajada. |                                                                        |                           |
| 6 | «The Missing Heir» «El heredero perdido»                               | 1 de noviembre de 1961    |
| Don Gato se entera de una herencia que un excéntrico millonario ha dejado a su gato mascota, Cadwallader (Gonzalo) el cual tiene un increíble parecido con Benito. Sin embargo, el mayordomo Chutney (Félix) y su perro Griswold (Dientes) que se habían encargado de ocultar al verdadero heredero para ellos obtener la herencia, intentan que la treta de Don Gato no se lleve a cabo. |                                                                        |                           |
| 7 | «Top Cat Falls in Love» «Don Gato se enamora»                          | 8 de noviembre de 1961    |
| A causa de una visita de Benito al hospital, Don Gato conocerá a una enfermera gatita que le dejará embelesado. |                                                                        |                           |
| 8 | «A Visit from Mother» «Una visita de mamá»                             | 15 de noviembre de 1961   |
| Benito habrá de recibir la visita de su madre. Don Gato procurará que su madre piense que su hijo es un hombre próspero y esta piense que es el alcalde de Nueva York. Para ello roban la patrulla de Matute y le hacen un recorrido por diversos puntos de la ciudad. |                                                                        |                           |
| 9 | «Naked Town» «Pueblo al desnudo»                                       | 22 de noviembre de 1961   |
| La televisión quiere grabar el simulacro de un atraco en un almacén en el callejón de Don Gato para el programa de crimen, "Naked Town". Los bandidos Knuckles y Ape (Nueces y Mono) oyen la noticia y deciden aprovechar el evento para realizar un atraco impunemente. |                                                                        |                           |
| 10 | «Sergeant Top Cat» «Sargento Don Gato»                                 | 29 de noviembre de 1961   |
| Don Gato con su hartería consigue convertirse en el oficial superior del Oficial Matute ya que le presenta al Capitán de la policía, las ideas de mejora que este tenía y se las adjudica. Matute tan solo recibe oprobios de sus jefes pero al final, cumpliendo su deber, consigue salvar a Don Gato de un tiroteo y hace que confiese, siendo reconocida su verdadera valía y autoría de las ideas. Lo malo es que los tejemanejes de Top Cat, mientras ha sido oficial, salpican la reputación de Matute y vuelve a perder sus galones de sargento ya que el Capitán recibe una llamada telefónica del hipódromo, dando a entender que la llamada en realidad había sido realizada por Don Gato para desprestigiarlo. |                                                                        |                           |
| 11 | «Choo-Choo's Romance» «El romance de Cucho»                            | 6 de diciembre de 1961    |
| Cucho se enamora de "Mimosa", una gatita francesa, pero no es muy valeroso pero a la hora de decirle cosas ingeniosas a una gatita, se queda muy atrás, por lo que necesita la ayuda de sus amigos. |                                                                        |                           |
| 12 | «The Unscratchables» «Los inrascables»                                 | 13 de diciembre de 1961   |
| Benito se traga un diamante, y es retenido por los ladrones que pretendían robarlo. Don Gato se hace pasar por un peligroso mafioso que finge querer el diamante, pero lo que pretende es rescatar a Benito para poder reclamar la recompensa por la devolución del diamante. |                                                                        |                           |
| 13 | «Rafeefleas» «El escarabajo»                                           | 20 de diciembre de 1961   |
| Don Gato retorna un escarabajo de jade robado a la exposición de joyas egipcias, para evitarse problemas. Matute espera pillarle en el museo. Sin embargo, tras la devolución las joyas, son nuevamente robadas por el mismo ladrón. |                                                                        |                           |
| 14 | «The Tycoon» «El magnate»                                              | 27 de diciembre de 1961   |
| De pronto todos los comerciantes quieren complacer a Don Gato haciéndole regalos. Él no lo sabe, pero un millonario le ha dado un cheque por un millón de dólares. |                                                                        |                           |
| 15 | «The Long Hot Winter» «El largo invierno caliente»                     | 3 de enero de 1962        |
| Don Gato y sus compañeros pasarán el frío invierno en casa del Oficial Matute. Primero por la astucia de los gatos y después obligado por sus superiores. |                                                                        |                           |
| 16 | «The Case of the Absent Anteater» «El caso del oso hormiguero ausente» | 10 de enero de 1962       |
| Un oso hormiguero que se ha escapado del zoológico, sigue a Benito hasta el callejón. Como se ofrece una recompensa por él, Don Gato pretende mantener a Jimmy (Cyrano) como T.C. lo ha nombrado, escondido para que no lo encuentre nadie y devolverlo más tarde para cobrar la recompensa. Al mismo tiempo, Matute intenta convertirse en un detective y practica para su prueba con Don Gato. |                                                                        |                           |
| 17 | «T.C. Minds The Baby» «Don Gato cuida al bebé»                         | 17 de enero de 1962       |
| Don Gato y su Pandilla se prodigarán en el cuidado de un pequeño abandonado a quien bautizan como "Charlie" (Carlitos en la versión en español), en honor al Oficial Dibble. |                                                                        |                           |
| 18 | «Farewell, Mr. Dibble» «Adiós, Sr. Matute»                             | 24 de enero de 1962       |
| El nuevo y severo Oficial Ernest Prowler (oficial Ernesto Buitre) se hará cargo del barrio de Matute. Gracias a la astucia de Don Gato, el Oficial Prowler dispensará multas a diestra y siniestra, perdiendo su puesto al confundir al mismo alcalde de la ciudad con un peligroso criminal. |                                                                        |                           |
| 19 | «The Grand Tour» «El gran tour»                                        | 31 de enero de 1962       |
| Don Gato descubre un nuevo y provechoso mercado: los turistas que visitan la ciudad de Nueva York. |                                                                        |                           |
| 20 | «The Golden Fleecing» «La estafa dorada»                               | 7 de febrero de 1962      |
| Benito es seducido por una gatita que le conduce a una juerga. Benito acaba perdiendo todo su dinero. Don Gato pretende recobrar el dinero, pero los pillos son más peligrosos de lo que él mismo cree. El título del episodio es un juego de palabras entre Golden Fleece o Vellocino de oro y la palabra fleecing que se utiliza como estafar. |                                                                        |                           |
| 21 | «Space Monkey» «Mono espacial»                                         | 14 de febrero de 1962     |
| Don Gato, su pandilla y un mono son sometidos a diversas pruebas. Cuando llega la última etapa de su viaje se dan cuenta de que están en Cabo Cañaveral y lo que ello supone. Don Gato propone no seguir aprobando, pero el mono cambia su prueba por la de Don Gato, siendo él el seleccionado. |                                                                        |                           |
| 22 | «The Late T.C.» «El fallecido Don Gato»                                | 21 de febrero de 1962     |
| Matute piensa que Don Gato está moribundo, después de ser golpeado por una pelota de baseball, por ello quiere que sus últimos momentos sean los más felices y no para de prodigarle cuidados, y Don Gato no deja de aprovecharse. |                                                                        |                           |
| 23 | «Dibble's Birthday» «El cumpleaños de Matute»                          | 28 de febrero de 1962     |
| Don Gato logra engañar a sus vecinos recaudando regalos para el cumpleaños del Oficial Matute con otras intenciones. |                                                                        |                           |
| 24 | «Choo-Choo Goes Ga-Ga» «Cucho se vuelve loco»                          | 7 de marzo de 1962        |
| Cucho desea tanto una cita con una gatita actriz llamada Lola Glamour, que si no la consigue está dispuesto a suicidarse. Don Gato, al ver a la gatita tan bella, sofisticada y distinguida, cree que para conseguir la cita ha de reinventar a Cucho, motivo por el cual crea al misterioso y elegante Count Chooch (Conde Cucho) y así le habla a ella de él. Pero Cucho no quiere aparecer, tan solo está dispuesto a morirse porque piensa que ella no le va a querer como es en realidad. |                                                                        |                           |
| 25 | «King for a Day» «Rey por un día»                                      | 14 de marzo de 1962       |
| Don Gato manda una carta para que Matute participara en el programa de concurso, "Rey por un Día" haciendo pasar a la pandilla como su familia y a Matute como su protector. |                                                                        |                           |
| 26 | «The Con Men» «Los estafadores»                                        | 21 de marzo de 1962       |
| Unos estafadores pretenden timar a Don Gato mientras que este parece intentar hacer negocios con ellos. |                                                                        |                           |
| 27 | «Dibble Breaks the Record» «Matute rompe el récord»                    | 28 de marzo de 1962       |
| Matute está a 24 horas de romper el récord del "Iron Man" Muldoon (Hombre de Hierro Muldoon o Súper Hombre en el doblaje en español) de 3486 días recorriendo el distrito sin fallar. Don Gato y sus muchachos velarán por su bienestar para librarse de Dibble, ya que el premio por romper el récord son 2 semanas de vacaciones. |                                                                        |                           |
| 28 | «Dibble Sings Again» «Matute vuelve a cantar»                          | 4 de abril de 1962        |
| A causa de una deuda, Don Gato se introduce en el mundo de la producción cinematográfica. Mientras, Matute sueña con ser cantante. |                                                                        |                           |
| 29 | «Griswold» «Cirilo»                                                    | 11 de abril de 1962       |
| En el callejón de Don Gato dejan a Griswold (en esta ocasión, Cirilo en el doblaje en español), un perro guardián que vigila que Don Gato no haga de las suyas, ni toque el teléfono. Don Gato intenta librarse por todos los medios del can, pero este parece sabérselas todas y Matute está encantado. |                                                                        |                           |
| 30 | «Dibble's Double» «El doble de Matute»                                 | 18 de abril de 1962       |
| Un ladrón toma el aspecto de Matute para robar un valioso cuadro. Matute será acusado y perseguido. Todos estarán en su contra excepto Don Gato, que le ayudará a resolver el enigma. |                                                                        |                           |

## Películas

### Top Cat and the Beverly Hills Cats
Este telefilme de 1988 es esencialmente un remake extendido del episodio "The Missing Heir". La película fue producida por Hanna-Barbera y lanzada en 9 de enero de 1988. La película gira en torno a Don Gato y su pandilla ayudando a una adolescente a reclamar su herencia.

### Don Gato y su pandilla
Esta es una película de animación en flash, coproducción realizada por Ánima Estudios (México) e Illusion Studios (Argentina). En México se considera a Don Gato una serie de culto debido a su reconocido doblaje. La película se estrenó el 16 de septiembre de 2011 en México (se convirtió en la película mexicana de mayor éxito en su día de estreno, reuniendo 15 millones de pesos en tan solo un día. Actualmente, es una de las películas mexicanas más taquilleras de la historia. En su quinta semana ha recaudado $108 millones de pesos, logrando posicionarse encima incluso de Amores Perros.)

#### Estrenos
- México: 16 de septiembre de 2011
- Brasil: 16 de septiembre de 2011
- Paraguay: 23 de septiembre de 2011
- Argentina: 13 de octubre de 2011
- Perú: 14 de octubre de 2011
- Reino Unido: 1 de junio de 2012
- España: 22 de junio de 2012

### Don Gato: El inicio de la pandilla
En agosto de 2014, se anunció el lanzamiento de la cinta Don Gato: El Inicio de la Pandilla, la cual sería precuela de la serie. Estrenada el 30 de octubre de 2015, nuevamente producida por Anima Estudios, esta vez siendo animada en su totalidad en CGI (la anterior solo tenía algunos escenarios con este tipo de animación). Al igual que la anterior, por el "culto" que se le tiene al personaje en México, también se convirtió en una de las películas más taquilleras del 2015 aunque muy lejos de lo recaudado por su antecesora.

## Historietas
Las aventuras de Don Gato y su pandilla se siguieron fuera de la pantalla en los comic books  de Dell (que se convirtió en Gold Key) publicando 31 temas de 1961 a 1970. Charlton Comics publicó otros 20 temas de 1970 a 1973.
En México, La Colección Primavera de Ediciones latinoamericanas presentó a Don Gato en 1968. En 2012, hubo un crossover entre Gato y el personaje de cómic chileno Condorito. Don Gato tenía una historia de respaldo en Adam Strange/Future Quest Annual # 1 en donde escapa de la prisión y se encuentra con Batman a través de un portal cósmico. A diferencia de los dibujos animados, Don Gato es de un mundo donde los gatos son la especie dominante. Como seguimiento, Don Gato también aparece en un número de una serie crossover entre DC y Hanna-Barbera, titulada Superman/Top Cat Special (octubre de 2018).

## Doblajes

### Español[citarequerida]
- Don Gato: Julio Lucena.
- Benito Bodoque: Jorge Arvizu, Sergio Bustamante y Salvador Gómez Castellanos.
- Oficial Matute: Víctor Alcocer, David Reynoso, Víctor Guajardo.
- Cucho: Jorge Arvizu.
- Demóstenes: Armando Gutiérrez Ortiz
- Espanto: Santiago Gil, Jorge Arvizu (algunos capítulos).
- Panza: Carlos Becerril Hernández.